# Buidelmollen
De buidelmollen (Notoryctemorphia) zijn een orde van de infraklasse buideldieren. De orde omvat slechts één familie, de Notoryctidae, met slechts één geslacht, Notoryctes, en twee soorten, de kleine buidelmol (N. caurinus) en de gewone buidelmol (N. typhlops). Ze zijn ofwel de zustergroep van alle andere levende Australische buideldieren, ofwel alleen van de buideldassen.

## Kenmerken
Buidelmollen worden 120 tot 160 mm lang, hebben een staart van 20 tot 25 mm en wegen 40 tot 70 gram. Ze hebben korte sterke poten, geen functionele ogen en oren gereduceerd tot een simpele opening. Ze hebben een leerachtig "schild" over de bek, een kleine mond, en grote klauwen aan de derde en vierde voortenen voor graafwerk. Ze hebben een platte en naar achteren geopende broedbuidel, zodat tijdens het graven geen vuil in de buidel kan komen. De kleur varieert van wit tot goudkleurig.

## Leefwijze
Deze insecteneters leven solitair, meestal ondergronds, hoewel ze volgens sommigen na zware regen aan de oppervlakte komen. Ze graven zowel ondiepe tunnels door zacht zand als diepe holen. Ze graven zelden dieper dan 8 tot 10 cm. Ze voeden zich met insecten, larven, wormen en ander klein gedierte.

## Verspreiding en leefgebied
Deze orde komt voor in het noordwesten van Australië.
Cloacadieren · Opossums · Paucituberculata · Microbiotheria · Roofbuideldieren · Buideldassen · Buidelmollen · Klimbuideldieren · Tenreks en goudmollen · Springspitsmuizen · Buistandigen · Klipdasachtigen · Slurfdieren · Zeekoeien · Luiaards en miereneters · Gordeldierachtigen · Insecteneters · Vleermuizen · Schubdierachtigen · Roofdieren · Onevenhoevigen · Evenhoevigen · Walvissen · Knaagdieren · Haasachtigen · Huidvliegers · Toepaja's · Primaten

Kleine buidelmol (N. caurinus) · Gewone buidelmol (N. typhlops)